# امبرقاء

تعديل مصدري - تعديل

امبرقاء هي إحدى قرى عزلة  الوضيع بمديرية الوضيع التابعة لمحافظة أبين، بلغ تعداد سكانها 137 نسمة حسب تعداد اليمن لعام 2004.